# ΝMaicovicon

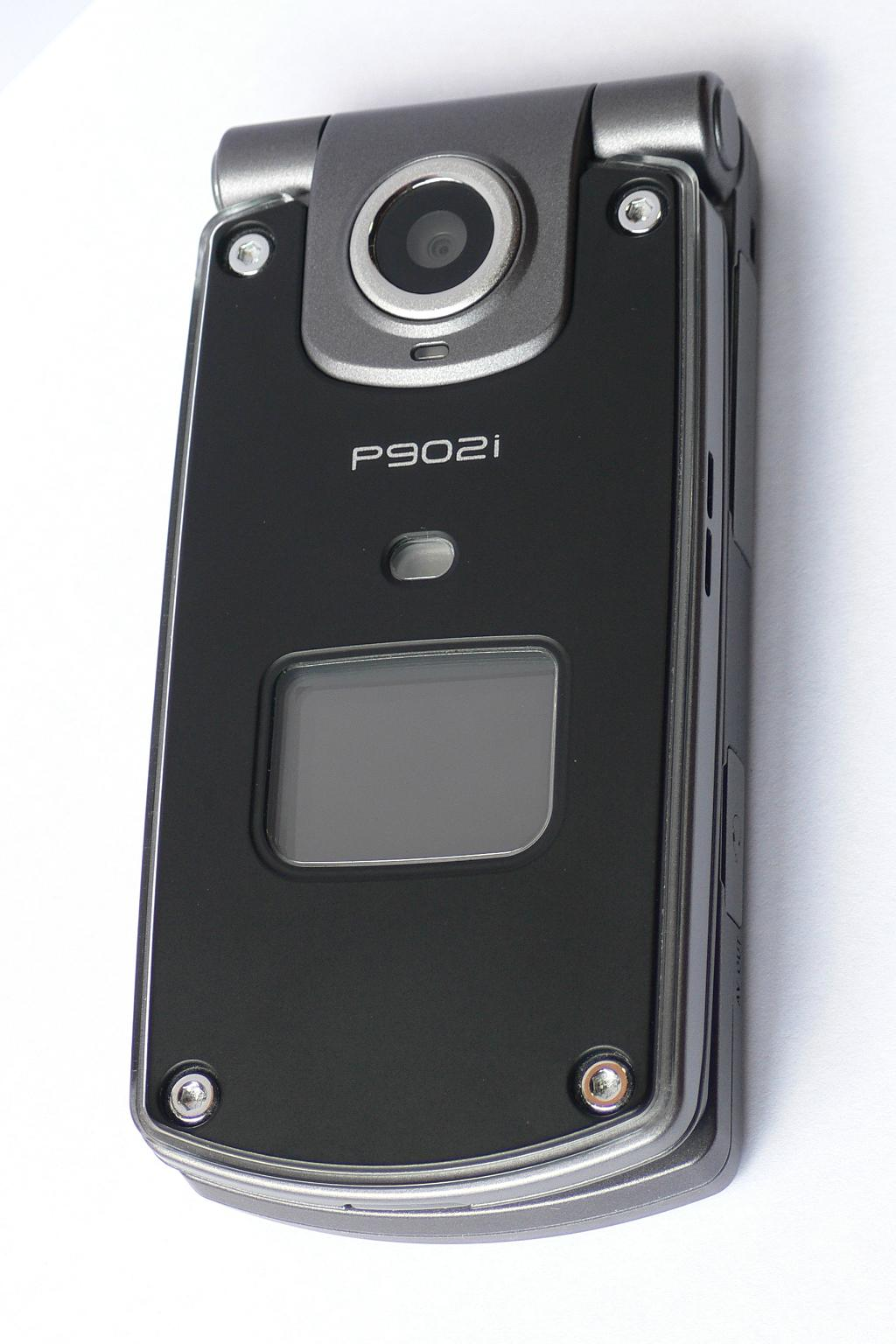
NTTドコモ FOMA P902i
201万画素νMaicoviconを搭載する。(2005年)

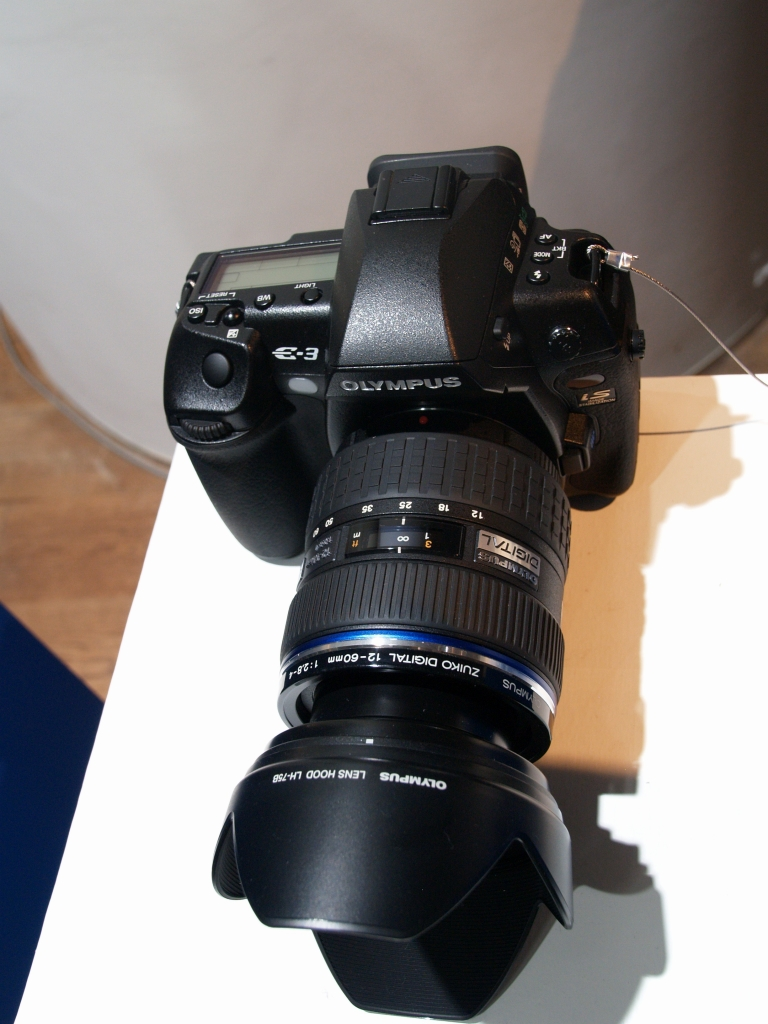
OLYMPUS E-3
1010万画素Live MOSを搭載する。(2007年)

νMaicovicon（ニューマイコビコン）は、松下電器産業（現・パナソニック）が開発した携帯機器向けの固体撮像素子。New Matsushita Advanced Image Converter for Vision Construction の略であり、パナソニック株式会社の登録商標（日本第4867402号ほか）である。
固体映像素子としては従来よりCMOSイメージセンサやCCDイメージセンサが存在している。前者は消費電力が低く、かねてカメラ付き携帯電話に搭載されてきたものであるが、ノイズの混入による画質の悪化が課題であった。後者はデジタルカメラに広く採用されているが、消費電力が多大でバッテリ持続時間を短縮させてしまうことが課題であった。
νMaicoviconは、CCDイメージセンサの感度の高さと、CMOSイメージセンサの消費電力の低さを兼ね備えた、新しい固体映像素子として開発された。初搭載は2004年のN900iG。現在ではパナソニック モバイルコミュニケーションズ、NEC製携帯電話端末に採用されている。しかしFOMA 905i/705iシリーズ以降の機種では搭載機種が皆無となっている。一方、CCDイメージセンサがほぼ独占していたビデオカメラでも、2008年7月に発売されたパナソニックのデジタルハイビジョンカメラ「HDC-SD100/HS100」にνMaicoviconが採用された。
また、νMaicoviconの技術をもとにデジタルカメラ用イメージセンサ「Live MOS（ライブモス）」を開発、フォーサーズ・システム規格のデジタル一眼レフカメラ・オリンパス E-330およびパナソニック LUMIX DMC-L1に搭載され、デジタル一眼レフでは初めてとなる液晶でのライブビュー撮影を可能にしている。

## 搭載製品
- νMaicovicon
  - 携帯電話
    - FOMA P901i
    - FOMA P901iS
    - FOMA P901iTV
    - FOMA P902i
    - FOMA P902iS
    - FOMA P903i
    - FOMA P903iTV
    - FOMA P903iX HIGH-SPEED
    - FOMA P904i
    - FOMA P700i
    - FOMA P701iD
    - FOMA P702i
    - FOMA N900iG
    - FOMA N902iL
    - FOMA N701i
    - FOMA N701iECO
    - FOMA N702iD
    - Vodafone3G Vodafone 902T
    - Vodafone3G Vodafone 903T

  - ビデオカメラ
    - パナソニック HDC-SD100
    - パナソニック HDC-HS100

- Live MOS
  - デジタルカメラ
    - パナソニック DMC-L1
    - パナソニック DMC-L10
    - オリンパス E-330
    - オリンパス E-410
    - オリンパス E-510
    - オリンパス E-3
    - オリンパス E-420
    - オリンパス E-520
    - オリンパス E-620
    - オリンパス E-30